# Джанджгава Лаша Анзорович
Лаша Анзорович Джанджгава (нар. 5 травня 1970) – грузинський шахіст і шаховий тренер (ФІДЕ Тренер від 2010 року), гросмейстер від 1993 року.

## Шахова кар'єра
Значних успіхів почав досягати в другій половині 1980-х років, двічі виступивши в півфіналі чемпіонату СРСР і кілька разів досягнувши добрих результатів у турнірах серед юніорів до 20 років, зокрема поділив 2-ге місце в Окемі (1988, позаду Джеймса Хауелла, разом з Лукасом Бруннером, Майклом Адамсом і Борисом Гельфандом), 4-те місце в Боржомі (1988, позаду Олексія Дрєєва, Олексія Широва і Володимира Акопяна) і 4-те місце в Юрмалі (1989, позаду Михайла Улибіна, Руслана Щербакова і Володимира Акопяна). На рубежі 1989/90 року мав великий успіх в Гастінгсі, де в турнірі за схевенінгенською системою поділив 1-ше місце разом з Джозефом Галлахером, Григорієм Кайдановим і Сергієм Смагіним. 1991 року поділив 3-тє місце (позаду Зураба Стуруа і Георгія Георгадзе, разом з Майєю Чибурданідзе) в Тбілісі, а в 1992 році виграв в Антверпені звання чемпіона світу серед студентів.
У той період належав до когорти провідних грузинських шахістів. Між 1992 і 1998 роками чотири рази представляв національну збірну на шахових олімпіадах. Крім того, двічі (1992, 2005) виступив на командних чемпіонатах Європи. Неодноразово брав участь у фіналі чемпіонату Грузії, чемпіонські титули здобувши в 1994 і 1996 роках.
Найвищий рейтинг Ело в кар'єрі мав станом на 1 січня 1993 року, досягнувши 2510 очок ділив тоді 6-7-ме місце серед грузинських шахістів. Починаючи з 1999 року практично не бере участь в турнірах під егідою ФІДЕ.

## Зміни рейтингу
| На цьому місці має відображатися графік чи діаграма, однак з технічних причин його відображення наразі вимкнено. Будь ласка, не видаляйте код, який викликає це повідомлення. Розробники вже працюють для того, щоби відновити штатне функціонування цього графіка або діаграми. | |
| | На цьому місці має відображатися графік чи діаграма, однак з технічних причин його відображення наразі вимкнено. Будь ласка, не видаляйте код, який викликає це повідомлення. Розробники вже працюють для того, щоби відновити штатне функціонування цього графіка або діаграми. |